# 鐵道友之會
鐵道友之會（日语：鉄道友の会）是日本一個鐵道迷團體，於1953年11月由島秀雄成立。
鐵道友之會是現時日本規模最大的鐵道迷團體，旗下有5個研究會和19個地區支部。會員除了每月收到會報《RAIL FAN》外，參觀和鐵道相關的博物館可獲得入場費折扣優惠。此外，各地區支部會定期舉辦參觀不同鐵路公司的設施和攝影會，並會發表會員的研究成果。
1958年起，鐵道友之會每年均會在前一年投入服務的鐵路車輛中選出較佳車輛，並授予「藍絲帶獎」和「桂冠獎」，以獎勵一些優良的鐵路車輛設計。

## 歷代會長
| 屆次 | 任期                  | 名稱         | 履歷                                                                               |
| ---- | --------------------- | ------------ | ---------------------------------------------------------------------------------- |
| 1    | 1953年11月－1956年3月 | 島秀雄       | 原日本國鐵技師長、車輛局長、住友金屬工業顧問、宇宙開發事業團理事長                 |
| *    | 1956年3月－1956年6月  | 堀內敬三     | （代會長）                                                                         |
| 2    | 1956年6月－1963年11月 | 天坊裕彥     | 原日本國鐵副總裁、參議院議員                                                       |
| 3    | 1963年11月－1970年6月 | 島秀雄       | 原日本國鐵技師長、車輛局長、住友金屬工業顧問、宇宙開發事業團理事長                 |
| 4    | 1970年6月－1981年6月  | 天坊裕彥     | 原日本國鐵副總裁、參議院議員                                                       |
| 5    | 1981年6月－1998年5月  | 八十島義之助 | 東京大學教授、帝京技術科大學（帝京平成大學）學長                                   |
| 6    | 1998年5月－2007年6月  | 馬渡一真     | 原日本國鐵副總裁、日本電訊主席                                                     |
| 7    | 2007年6月－           | 須田寬       | JR東海顧問（曾任JR東海主席、行政總裁）、原日本國鐵常務理事、日本觀光協會中部支部長 |

## 研究會、分會
除了總會以外，鐵道友之會按會員活動區域成立分會，並對部分較受歡迎的議題成立專門的研究會。
研究會
| - 客車、柴油車研究會 - 無線電學會 （页面存档备份，存于） | - 東急電車研究會 - 車輛記錄研究會 | - 小田急研究會 |

分會
| - 北海道分會 - 青森分會 - 秋田分會 - 山形分會 （页面存档备份，存于） - 北關東分會 - 東京分會 - 機車屬會、私鐵屬會、JR電車屬會、模型屬會、資料調査屬會、攝影屬會、駕駛屬會、貨車屬會、神奈川支部、埼玉支部、千葉支部、大田支部 - 新潟分會 - 新模型分會 | - 長野分會 - 北陸分會 - 福井分會 - 靜岡分會 - 名古屋分會 - 岐阜支部、三重支部、三河支部、模型學會 - 京都分會 - 模型屬會 - 阪神分會 - 古典同好分化會、北大阪支部、模型學會、兵庫支部 | - 東中國分會 - 攝影屬會、模型屬會 - 中國分會 - 模型組、歴史調査組、攝影組、工作教室組 - 四國分會 - 香川支部、高知支部、德島支部、愛媛支部 - 九州分會 - 西鐵屬會 |